# إضراب مدرسي من أجل المناخ
الإضراب المدرسي من أجل المناخ، والمعروف أيضًا باسم فرايديز فور فيوتشر (إف إف إف)، شباب من أجل المناخ، إضراب المناخ أو إضراب الشباب من أجل المناخ، هو حركة دولية لطلاب المدارس الذين يأخذون إجازة من الفصل في أيام الجمعة للمشاركة في المظاهرات التي تطالب باتخاذ إجراءات صادرة عن القادة السياسيين للبت في منع حدوث الاحتباس الحراري واستبدال الطاقة المتجددة بصناعة الوقود الأحفوري.
بدأت الدعاية والتنظيم على نطاق واسع بعد أن نظمت التلميذة السويدية غريتا تونبرج احتجاجًا في أغسطس عام 2018 خارج البرلمان السويدي، حاملةً لافتة كتب عليها («الإضراب المدرسي من أجل المناخ»).
جمع الإضراب العالمي في 15 مارس من عام 2019 أكثر من مليون محتج. نُظم نحو 2200 إضرابًا في 125 دولةٍ. حصل الإضراب العالمي الثاني في 24 مايو 2019، إذ اجتذب 1600 حدثًا في 150 دولة جمعت مئات الآلاف من المتظاهرين. ضُبطت الأحداث لتتزامن مع انتخابات البرلمان الأوروبي لعام 2019.
تألف الأسبوع العالمي لعام 2019 من سلسلة تكونت من 4500 إضرابًا حصل في أكثر من 150 دولة، وتركزت في الفترة الممتدة من الجمعة الواقعة في 20 سبتمبر وحتى الجمعة الواقعة في 27 سبتمبر، وهي الفترة المتوقع أن يحصل فيها أكبر ضربات مناخية في تاريخ العالم، وقد جمعت إضرابات 20 سبتمبر ما يقارب 4 ملايين محتجًا، أغلبهم من تلاميذ المدارس، بما في ذلك 1.4 مليون شخصًا في الإضراب الذي حصل في ألمانيا. شارك في أضراب 27 سبتمبر ما يقدر بنحو مليوني شخصًا في المظاهرات في جميع أنحاء العالم، بما في ذلك أكثر من مليون متظاهرًا في إيطاليا وعدة مئات الآلاف من المتظاهرين في كندا.

## الإضراب المدرسي المناخي المبكر
شُكل تحالف المناخ الأسترالي للشباب في نوفمبر من عام 2006، وذلك لتنظيم إجراءات تغير المناخ التي تشمل الشباب وأطفال المدارس. جرت مظاهرات مدرسية في عام 2010 في إنجلترا تمحورت حول تغير المناخ، وارتبطت بمعسكر المناخ. دعت مجموعة مستقلة من الطلاب في أواخر نوفمبر من عام 2015 طلابًا آخرين حول العالم لتخطي المدرسة في اليوم الأول من مؤتمر الأمم المتحدة لتغير المناخ لعام 2015 في باريس. نُظم «إضراب مناخي» في اليوم الأول من المؤتمر في 30 نوفمبر في أكثر من 100 دولة، شارك فيه أكثر من 50000 شخصًا. ركزت الحركة على ثلاثة مطالب: طاقة نظيفة 100%، وإبقاء الوقود الأحفوري في الأرض، ومساعدة لاجئي المناخ.

## غريتا تونبرج، 2018
قررت الناشطة المناخية السويدية غريتا تونبرج في 20 أغسطس من عام 2018، ثم في الصف التاسع، عدم الذهاب إلى المدرسة حتى بدء الانتخابات العامة السويدية لعام 2018 في 9 سبتمبر بعد موجات الحر وحرائق الغابات التي حصلت في السويد. قالت إنها استلهمت هذا الأمر من النشطاء المراهقين في مدرسة مارغوري ستونمان دوجلاس الثانوية في باركلاند، في فلوريدا، الذين نظموا مسيرة حياتنا (إم إف أو إل). اعترضت تونبرج بالجلوس خارج البرلمان السويدي كل يوم خلال ساعات المدرسة وهي تحمل لافتة كُتب عليها («الإضراب المدرسي من أجل المناخ»). طالبت تونبرج الحكومة السويدية بتخفيض انبعاثات الكربون وفقًا لاتفاقية باريس. أعلنت أيضًا في 7 سبتمبر قبل الانتخابات العامة مباشرةً، أنها ستواصل الإضراب كل يوم جمعة حتى تطبق السويد اتفاقية باريس. صاغت شعار فرايديز فور فيوتشر (إف إف إف)، الذي حاز على اهتمام عالمي. ألهمت طلاب المدارس في جميع أنحاء العالم للمشاركة في الإضرابات الطلابية.
سافرت تونبرج إلى مدينة نيويورك في رحلة لمدة أسبوعين بالقوارب الشراعية لمواصلة لفت الانتباه إلى العمل المطلوب لمعالجة أزمة المناخ. شاركت في الإضرابات المدرسية التي خُطط لها في الولايات المتحدة في 20 سبتمبر، وذلك بعد وقت قصير من تحدثها في قمة الأمم المتحدة للمناخ في 23 سبتمبر 2019، في مدينة نيويورك.

## الحركة المتنامية، 2019
بدأ تنظيم الإضرابات حول العالم بإيحاء من تونبرج، وذلك بدءًا من نوفمبر عام 2018. بدأ الآلاف من الطلاب في الإضراب يوم الجمعة في أستراليا، متجاهلين دعوة رئيس الوزراء سكوت موريسون إلى «التركيز على التعلم في المدارس عوضًا عن القيام بالأنشطة». استمرت الإضرابات في ديسمبر على الأقل في 270 مدينة في دول من بينها أستراليا، والنمسا، وبلجيكا، وكندا، وهولندا، وألمانيا، وفنلندا، والدنمارك، واليابان، وسويسرا، والمملكة المتحدة والولايات المتحدة، وذلك بتحفيز من مؤتمر اتفاقية الأمم المتحدة المعنية بإطار تغير المناخ (سي أو بي 24)، الذي عُقد في كاتوفيتشي في بولندا.
نُظمت الإضرابات مرة أخرى في عام 2019 في البلدان المذكورة أعلاه وفي بلدان أخرى، من بينها كولومبيا ونيوزيلندا وأوغندا. وقعت الإضرابات الجماعية يومي 17 و 18 يناير من عام 2019، عندما احتج 45000 طالبًا على الأقل في سويسرا وألمانيا وحدها، ضد السياسات غير الكافية التي تتمحور حول الاحتباس الحراري. طالب التلاميذ في العديد من البلدان، بما في ذلك ألمانيا والمملكة المتحدة، بتغيير القوانين لتخفيض سن الاقتراع إلى 16 عامًا حتى يتمكنوا من التأثير على الانتخابات العامة لصالح الشباب.
نُظمت في ألمانيا مجموعات إقليمية، تواصلت بشكل مستقل داخل مجموعات واتساب ونشرت رسائلها باستخدام النشرات ووسائل التواصل الاجتماعي. بلغت الحركة أكثر من 155 مجموعة محلية بحلول فبراير من عام 2019. قام المنظمون في الولايات المتحدة بالتنسيق على مستوى كل دولة على حدة والتواصل بشكل مستقل داخل مجموعات سلاك ونشر رسائلهم باستخدام النشرات ووسائل التواصل الاجتماعي. بلغت الحركة أكثر من 134 مجموعة بحلول فبراير من عام 2019. ساعدت حركات سان رايز وأورغ.350 وون ميليون أو إف يو إس وإيرث أب رايزينغ وفيوتشر كوليشِن وإيرث غارديانز وزيرو أور وإيكستينكشن على التنسيق.
استقال وزير البيئة البلجيكي الفلاندرزي، جوك شوفلييج، في 5 فبراير من عام 2019 بعد أن زعم كاذبًا أن وكالة أمن الدولة تمتلك أدلة على أن الإضرابات المدرسية في بلجيكا كانت «مُلفقة».
وَقَّع 224 أكاديميًا في المملكة المتحدة، في 13 فبراير من عام 2019، بعد خطابات مفتوحة لدعم القضاء على الحركة الاجتماعية السياسية في عام 2018، على رسالة مفتوحة تقدم «دعمهم الكامل للطلاب» الذين يحضرون الإضراب المدرسي من أجل العمل المناخي. نُفذ في يوم الجمعة 15 فبراير، أكثر من 60 إجراءً في البلدات والمدن داخل المملكة المتحدة، بمشاركة ما يقدر بنحو 15000 محتجًا.
أعلن عالِم المناخ ستيفان رامستورف، في معهد بوتسدام لبحوث التأثيرات المناخية، يوم الجمعة من أجل الإضراب المناخي المستقبلي في بوتسدام، في ألمانيا في نفس اليوم. أعلن رئيس المفوضية الأوروبية، جان كلود يونكر، في 21 فبراير من عام 2019، عن نيته إنفاق مئات مليارات اليوروهات على التخفيف من آثار تغير المناخ، والتي تصل إلى ربع ميزانية الاتحاد الأوروبي. أعلن ذلك في خطاب ألقاه بجوار غريتا تونبرج، بل وأثنت وسائل الإعلام على حركة الإضراب المدرسي بإثارتها الإعلان.
وقع 700 باحث ناطق بالألمانية في 5 مارس من عام 2019 بيانًا لدعم الإضرابات المدرسية في ذلك البلد. دُعي باحثون آخرون لدعم البيان وصودق عليه من قبل أكثر من 26800 عالمًا من ألمانيا والنمسا وسويسرا بشكل رئيسي.
التقى ممثلو الحركة من جميع أنحاء أوروبا في 9 مايو من عام 2019، خلال قمة الاتحاد الأوروبي في سيبيو، مع العديد من القادة الوطنيين للدول الأوروبية وسلموا لهم رسالةً مفتوحة، وقع عليها أكثر من 16000 محتجًا أوروبيًا على المناخ، بالإضافة إلى المتعاطفين معهم.

### إضراب المناخ العالمي الثاني في 24 مايو 2019
بدأت الموجة الثانية من الإضرابات المناخية العالمية بإجراءات في نيوزيلندا وأستراليا في 24 مايو 2019، وقد شملت مئات الآلاف من طلاب المدارس حول العالم في أكثر من 1600 مدينةً في 125 دولة على الأقل. قالت تونبرج، أحد المنظمين، إن الإضراب وقع في اليوم الثاني من انتخابات البرلمان الأوروبي التي استمرت أربعة أيام في عام 2019 من أجل التأثير عليه. تظهر الاستطلاعات التي أجريت في ذلك الوقت، أن تغير المناخ كان قضية مهمة للناخبين في الانتخابات - وأهم قضية بالنسبة للناخبين الألمان.

### مؤتمر دولي في لوزان 5-9 أغسطس عام 2019
استضافت جامعة لوزان 450 شابًا أوروبيًا من حركة الإضراب المناخي لمؤتمر «ابتسم للمستقبل» («الاجتماع الصيفي في لوزان في أوروبا») في الفترة الممتدة من 5 وحتى 9 أغسطس من عام 2019. انتهى المؤتمر في 9 أغسطس من عام 2019 بمظاهرة، ونشر «بيان لوزان للمناخ»، الذي وضح القيم والأهداف والتدابير التي اقترحها المشاركون في الحركات في لوزان.

### الأسبوع العالمي للعمل المناخي يومي 20 و 27 سبتمبر عام 2019
تألف الأسبوع العالمي للمستقبل، الذي دافعت عنه الحركة الشعبية «إيرث سترايك»، من سلسلة من الإضرابات والأحداث الحاصلة في الفترة منذ 20 وحتى 27 سبتمبر من عام 2019، وركز في المقام الأول على يومي الجمعة الواقعين في 20 و 27 سبتمبر. أُجري توقيت الاحتجاجات حول قمة الأمم المتحدة للعمل المناخي في 23 سبتمبر، وخُطط للاحتجاجات في 4500 موقعًا في 150 دولة.
أفاد منظمو احتجاجات 20 سبتمبر أن أكثر من 4 ملايين شخصًا شاركوا في الإضرابات في جميع أنحاء العالم، بما في ذلك 1.4 مليون مشاركًا في ألمانيا و 300000 محتجًا في أستراليا. شهدت الاحتجاجات الواقعة في 27 سبتمبر إقبالًا تجاوز مليوني شخصًا حول العالم، بما في ذلك مليون شخصًا في إيطاليا ومئات الآلاف في كندا.

### إضراب المناخ العالمي الرابع في 29 نوفمبر 2019
جرت مظاهرات في 2400 مدينةً في 157 دولة في 29 نوفمبر 2019، قبل ثلاثة أيام من بدء مؤتمر الأمم المتحدة للتغير المناخي (سي أو بيه 25) في مدريد، وذلك احتجاجًا على تقاعس الحكومة عن التصرف في أزمة المناخ. قدر المنظمون عدد المشاركين بـمليوني مشاركًا، بينهم حوالي 630000 شخصًا في ألمانيا.